# Аудиоконтроль
Аудиоконтроль — это комплекс организационных и технических мероприятий по осуществлению акустического контроля за охраняемыми или наблюдаемыми объектами, помещениями, территориями. Аудиоконтроль, как правило, является скрытым, фиксируемым на магнитных носителях и используется совместно с видеонаблюдением.

## Технические средства

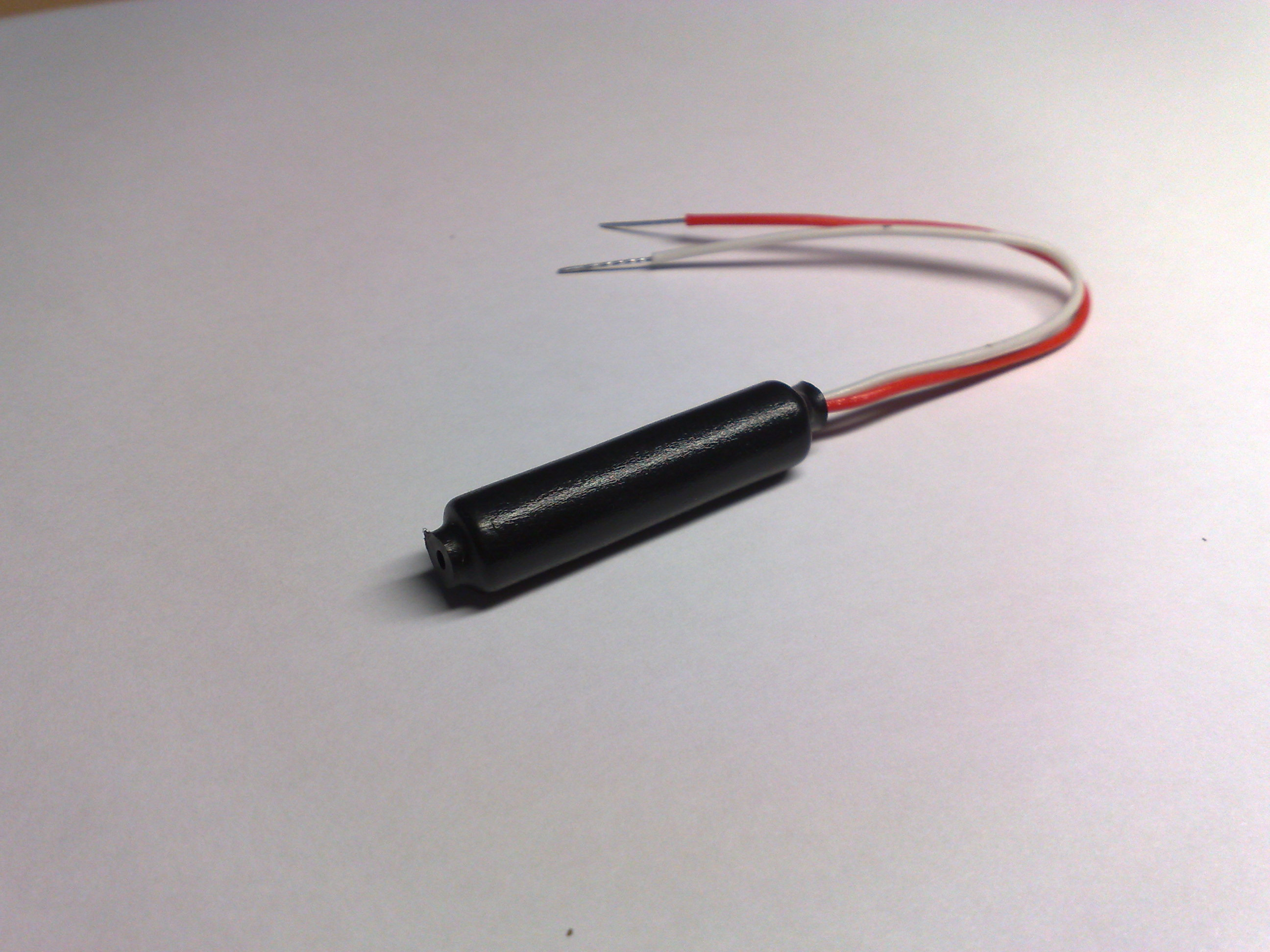
Двухпроводный микрофон

Микрофоны — устройства, позволяющие преобразовывать звук в электрический сигнал. В системах аудиоконтроля используются в основном микрофоны для скрытой установки (миниатюрные электретные микрофоны, обычно с усилителем и схемой защиты от переполюсовки) или миниатюрные микрофоны, встроенные в видеокамеру.
Домофоны — (аудио- и видеодомофоны) электронные переговорные устройства, служащее для обеспечения безопасности жилых и рабочих помещений.
Специальные технические средства, используемые для архивирования звукозаписи:
Видеорегистратор — устройство для записи или чтения видеосигнала и аудиосигнала на накопители на жёстких магнитных дисках (НЖМД)
Видеосервер — устройство для записи или чтения видеосигнала и аудиосигнала на базе компьютера. Построение системы на базе компьютера, в отличие от готовых видеорегистраторов (non-pc), позволяет гибко изменять конфигурацию системы путём наращивания по мере возрастания потребностей.
Видеомагнитофон — устройство для записи или чтения видеосигнала и аудиосигнала на магнитную ленту. В настоящее время являются устаревшими устройствами, в системах аудиоконтроля и видеонаблюдения практически не используются.
Диктофон — устройство для звукозаписи речи. В системах безопасности, включающих профессиональный аудиоконтроль, используется редко.